# Quai Sainte-Sophie
Le quai Sainte-Sophie (en russe : Sofiïskaïa naberejnaïa; Софийская набережная) est un quai de Moscou.

## Situation et accès
Il est situé sur la rive gauche de la Moskova et commence rue Serafimovitch (où débute la numérotation) et se termine au grand pont de la Moskova. 

## Historique
Il s'appelait entre 1964 et 1994 le « quai Maurice Thorez ».

## Bâtiments remarquables et lieux de mémoire

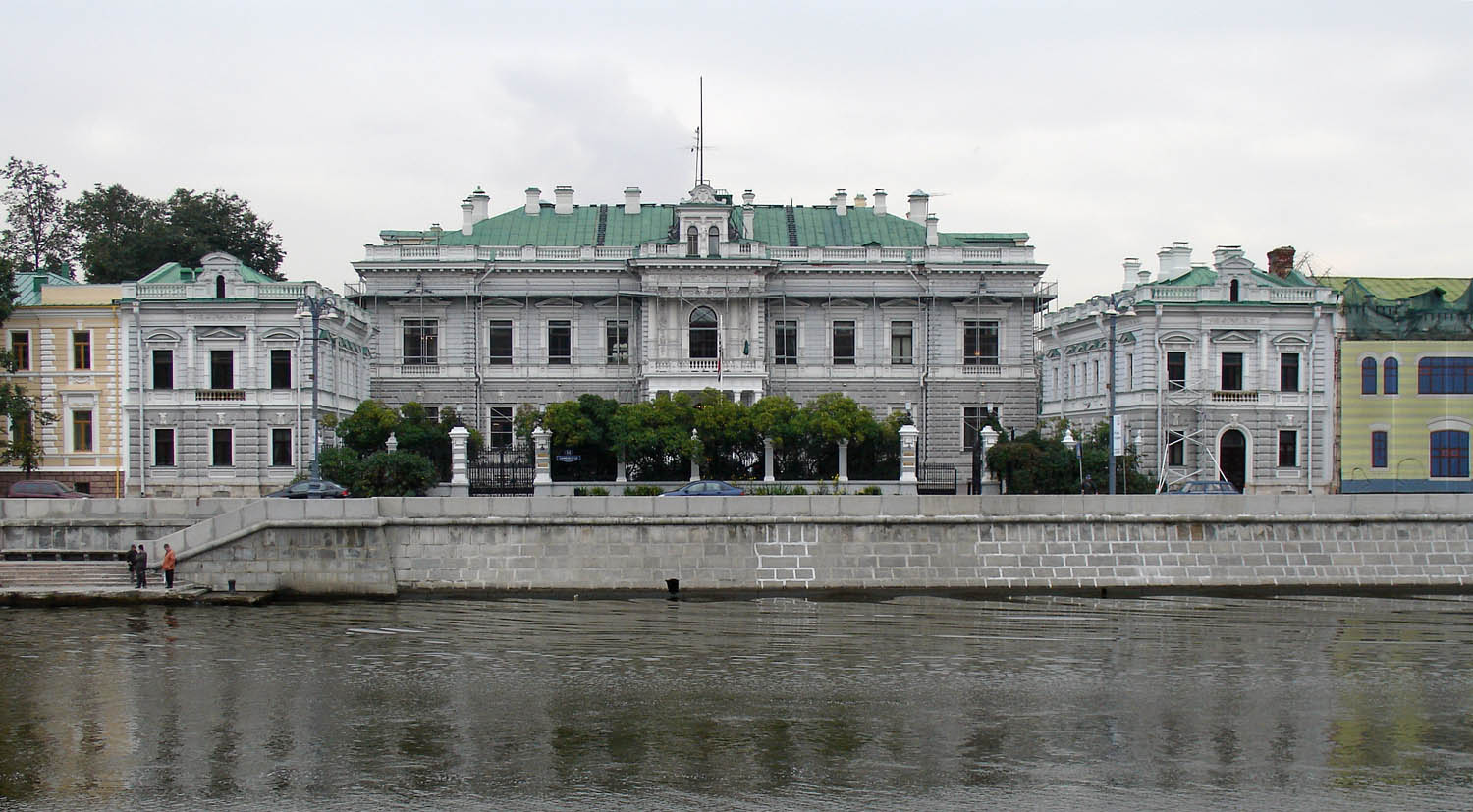
Ancien hôtel particulier Kharitonenko

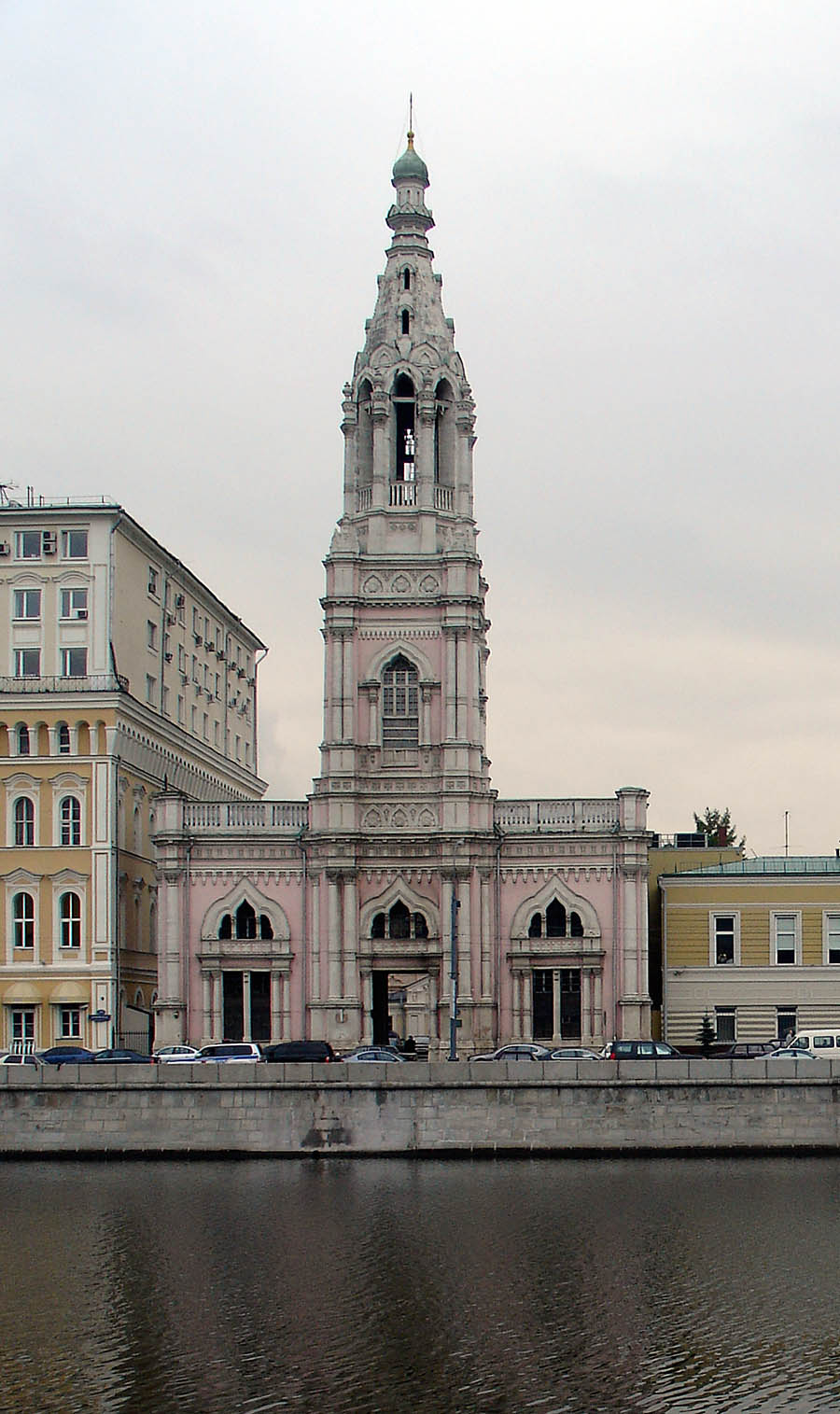
Entrée avec clocher de l'église Sainte-Sophie

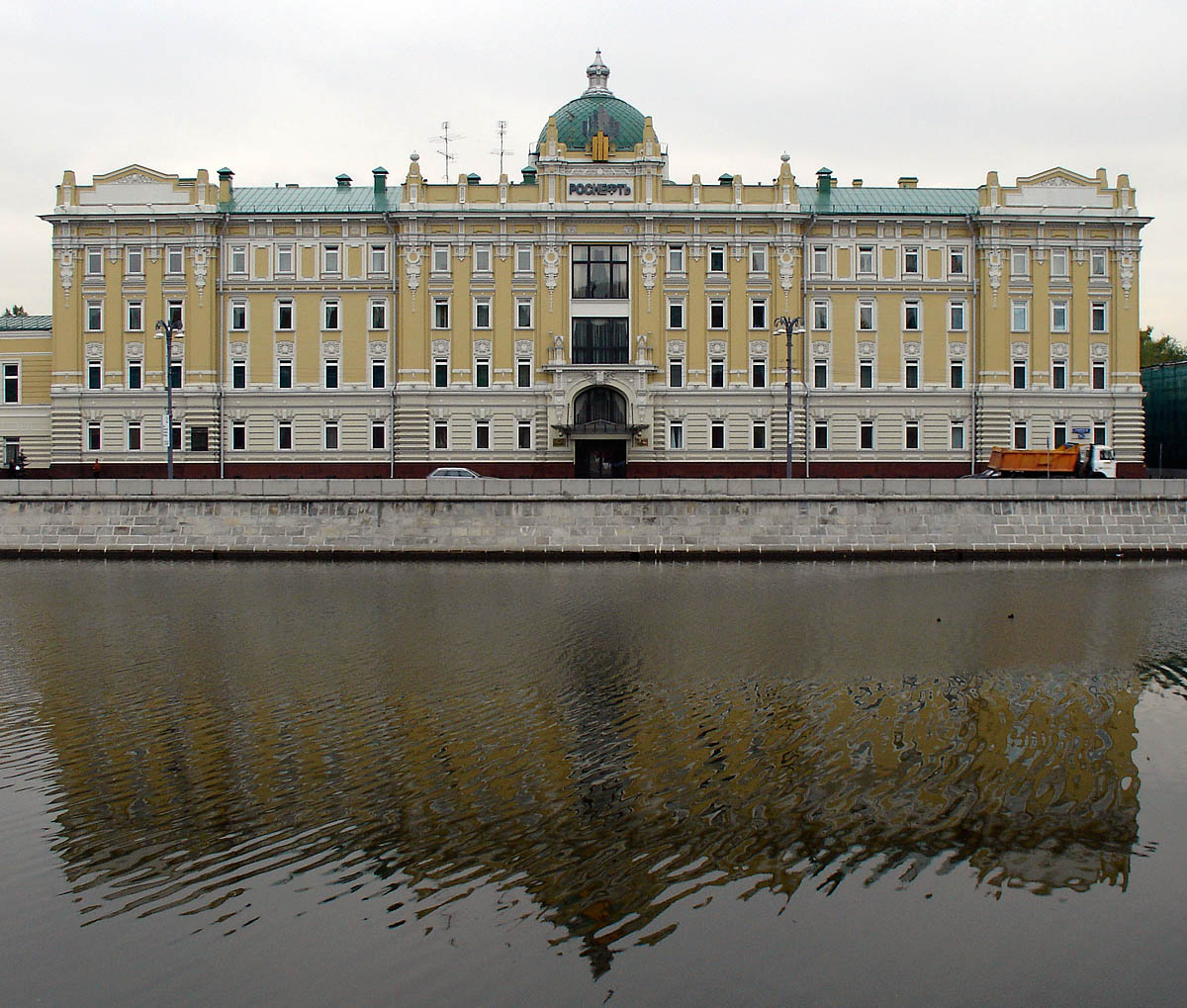
Siège de la compagnie Rosneft au N°26

- N°12: ancien comptoir de l'usine de Gustav List
- N°14/12: ancien hôtel particulier du « roi du sucre », Pavel Kharitonenko (1852-1914), où se trouvait son importante collection de tableaux. Le bâtiment principal a été construit en 1891-1893 selon les plans de Vassili Zalesski; l'intérieur a été refait selon les dessins de Franz Schechtel en 1911. Il a servi après la Révolution d'Octobre de bâtiment recevant des missions étrangères, comme la Croix-Rouge danoise, seule et unique délégation officielle étrangère à être reçue à Moscou pendant les débuts de la Russie bolchévique. Il sert d'ambassade à la Grande-Bretagne à partir de 1929, jusqu'à l'inauguration de la nouvelle ambassade en l'an 2000, au n° 10 quai de Smolensk. L'édifice, vendu à une société privée, est actuellement en cours de restauration.
- N°16: ancien hôtel particulier (1844)
- N°18: ancien hôtel particulier (1818)
- N°20: ancienne maison de Iakov Sivov (1821)
- N°22/1: ancien hôtel particulier des Lobkov de style Empire (càd architecture néoclassique russe) (1816). Il a été surélevé en 2003.
- N°24: ancien hôtel particulier de Mme Lebedeva (après 1825)
- N°24/1: ancien immeuble de rapport Vinogradov avec boutiques, construit par Vassili Karneïev en 1876
- N°26/1b: ancien immeuble de la « maison gratuite des veuves avec enfants et jeunes filles scolarisées Bakhrouchine », construit en 1900-1903 selon les plans de Karl Hippius et Tomasz Bogdanowicz-Dworzecki. Les revenus considérables de la famille Bakhrouchine s'élevaient alors à 1 300 000 roubles. Cette maison est le premier exemple à Moscou de construction conjointe de la municipalité et de capital privé pour des logements à bon marché ou gratuits pour des personnes nécessiteuses. Il y avait 456 appartements. C'est aujourd'hui le siège de la compagnie Rosneft.
- N°28: immeuble moderne
- N°32: entrée de l'église Sainte-Sophie avec clocher donnant sur le quai. Elle a été construite en 1682; sa chapelle-réfectoire en 1891-1892. Le clocher datant de 1862-1868 a été construit par Nikolaï Kozlowski. L'église a été fermée au culte en 1929 et rouverte au culte en 2004. Elle a été restaurée en 1976-1983 et en 1999-2004.
- N°34-36/b: ancien complexe hôtelier Hôtellerie Kokovskoïe dont la façade date des années 1860. Tchaïkovski ou Kramskoï y sont descendus. Tchekhov s'en moquait: « je suis encore allé au sinistre Kokovskoïe. C'est l'Escurial et vous terminerez ici comme le duc d'Albe ». Le bâtiment principal a été refait pendant la période soviétique.
- N°36: complexe multifonctionnel Le Jardin des tsars construit par l'architecte Alexeï Vorontsov